# Янакиева къща
Янакиевата къща (на гръцки: Αρχοντικό Γιαννάκη) е възрожденска къща в град Костур, Гърция.
Къщата е разположена в южната традиционна махала Долца (Долцо) на ъгъла на улица „Батринос“ и улица „Сули“, между Йоанисайвазовата къща и Митусевата къща. Сградата е на три етажа и е изцяло реставрирана от община Костур заедно с двете съседни къщи.